# Antonio Mogavero
Antonio Mogavero (Nardò, 24 gennaio 1997) è un apneista italiano, specialista nelle discipline profonde in assetto costante.
È detentore di diversi record italiani nelle discipline di apnea profonda. I suoi tempi di apnea statica superano i 7 minuti e nel corso della sua carriera si è immerso a più di 115m di profondità senza l'ausilio di bombole.
Mogavero si è distinto per una carriera iniziata precocemente, diventando uno dei più giovani al mondo ad aver superato i -100m di profondità in assetto costante all’ età di soli 20 anni. 
Diventa istruttore di apnea in Italia a soli 19 anni. 
Nel corso della sua carriera collabora con apneisti di grande rilievo, come Andrea Zuccari, Michele Giurgola e Alessandro Zacheo. 
È stato il più giovane atleta nella storia ad aver raggiunto, all'età di 21 anni, la profondità di -106m con monopinna (CWT) e ad aver omologato questa performance durante un campionato del Mondo con l'utilizzo di una semplice maschera da apnea; secondo solo al Ceco/americano Martin Stephanek durante uno dei suoi Records a -120m .

## Biografia
Antonio Mogavero (Nardò, 24 Gennaio 1997)

## Carriera sportiva
Antonio Mogavero inizia l'attività sportiva nell’apnea nel 2011 ispirato dalla passione per il mare trasmessa dalla famiglia. A 14 anni completa il suo primo corso di apnea federale e nell'occasione conosce l'istruttore Marco Ruzza che successivamente lo avvierà all'agonismo. Le prime competizioni, però, arrivano all'età di 18 anni, in osservanza delle vigenti norme federali del momento.
Nel 2015 inizia le gare di qualificazione nazionale e partecipa al suo primo campionato italiano di apnea indoor.
Nel 2016 partecipa ai campionati italiani di apnea salendo sul 3° gradino del podio nella specialità di apnea statica, con il tempo di 5'52''.
In occasione dei campionati italiani di apnea profonda a Ustica raggiunge il quinto posto con -75 m in assetto costante con monopinna e 4° in assetto costante con bipinne, raggiungendo i -60 metri di profondità e viene convocato ai collegiali federali sia per le discipline in piscina che per le discipline in mare, ed entra a far parte ufficialmente del club azzurro. 
Nel 2017 viene convocato nella Nazionale italiana di apnea per le specialità in mare.

## Record Italiani Attuali
105 metri in Immersione Libera (FIM) – Stabilito il 13 giugno 2023 all’Asian Freediving Cup AIDA .
81 metri in Apnea senza attrezzi (CNF) – Stabilito il 23 agosto 2023 durante i Campionati Mondiali 

## Risultati e competizioni
CMAS 2023 a Roatán, Honduras
85 metri in Assetto Costante con Pinne Bifins (CWTB) – Stabilito il 20 maggio 2019 al Russian Open Depth Championship (AIDA).
Record Pregressi
79 metri in Apnea senza attrezzi (CNF) – Stabilito il 3 ottobre 2022 ai Campionati Mondiali CMAS 2022 a Kaş, Turchia  .
96 metri in Immersione Libera (FIM) – Stabilito ai Campionati Mondiali CMAS Roatán 2019 .
102 metri in Assetto Costante con Monopinna (CWT) – Stabilito il 22 maggio 2019 durante il Russian Open Depth Championship (AIDA).
Campionati Mondiali CMAS 2018 (Kaş, Turchia)
Medaglia di bronzo in Assetto Costante con Monopinna (CWT): Mogavero raggiunge i 106 metri, conquistando la terza posizione.
Medaglia di bronzo in Immersione Libera (FIM): Con una discesa di 90 metri, ottiene la sua seconda medaglia di bronzo.
Campionati Mondiali CMAS 2022 (Kaş, Turchia)
Medaglia di bronzo in Apnea senza attrezzi (CNF): Stabilisce il record italiano con 79 metri, ottenendo il terzo posto.
Medaglia di bronzo in Assetto Costante con Monopinna (CWT): Raggiunge 113 metri, guadagnando nuovamente il terzo gradino del podio.

## Palmarès
4 medaglie di bronzo ai Campionati Mondiali CMAS:
2018: CWT (106 metri) e FIM (90 metri)
2022: CNF (79 metri) e CWT (113 metri)
Record Italiani:
105 metri in Immersione Libera (FIM) – 2023
81 metri in Apnea senza attrezzi (CNF) – 2023
85 metri in Assetto Costante con Pinne Bifins (CWTB) – 2019